# Down Below
Down Below è il quarto album in studio della band metal svedese Tribulation. È stato pubblicato il 26 gennaio 2018 su Century Media Records.

## Tracce
1. The Lament – 5:39
2. Nightbound – 5:29
3. Lady Death – 3:24
4. Subterranea – 5:24
5. Purgatorio – 3:40
6. Cries from the Underworld – 5:11
7. Lacrimosa – 6:31
8. The World – 3:55
9. Here Be Dragons – 7:27

## Formazione
Gruppo
- Johannes Andersson - voce, basso
- Adam Zaars - chitarra
- Jonathan Hultén - chitarra, pianoforte
- Jakob Ljungberg - batteria

Altri musicisti
- Martin Ehrencrona - strumenti aggiuntivi
- Anna von Hausswolff - cori (traccia 5)